# آنتونی پاولیتسکی
آنتونی پاولیتسکی (لهستانی: Antoni Pawlicki؛ زادهٔ ۲۲ اکتبر ۱۹۸۳) بازیگر اهل لهستان است.
از فیلم‌ها یا مجموعه‌های تلویزیونی که وی در آن‌ها نقش داشته‌است، می‌توان به کارگزار من، عشق بزرگ، فردا به سینما می‌رویم، خیوکا، نشانه‌گذاری‌شده، کمیسر آلکس، لالایی، طایفه، بازیافت، کاتین، دوران افتخار، پدر متیو، پاپوشا و در خوشی و سختی اشاره نمود.